# De satellietdieven
De satellietdieven is het dertigste album uit de stripreeks Buck Danny. Het is het vervolg op het album Operatie "Mercury".

## Het verhaal
Een spionagedienst steelt een zojuist neergestorte ruimtecapsule. Sonny Tuckson, een van de vrienden van Buck Danny, wil hun duikboot uitschakelen. Hij crasht echter tegen de duikboot aan, waardoor deze zwaar beschadigd raakt en niet meer onder water kan varen. Het lukt de mannen in de duikboot te vluchten met aan boord de capsule en de astronaut, genaamd Dayton. Buck zag de beschadigde duikboot wegvaren, maar hij kon door de dichte mist het vaartuig niet meer terugvinden. Door een gebrek aan brandstof keert hij noodgedwongen terug. Hij heeft nog wel gezien in welke richting de boot voer. Hij wil met zijn squadron de jacht op de duikboot voortzetten, maar de spionnen hebben de internationale wateren al bereikt waardoor Buck en zijn vrienden hen niet meer kunnen achtervolgen. Als ze toch proberen de duikboot terug te vinden slaat het noodlot toe. Een vriend van Danny, Jerry Tumbler, wordt bij die zoektocht neergehaald. Buck is vastberaden zijn vrienden in veiligheid te brengen. Hij zet in burger de speurtocht voort.

## Vliegtuigen
In dit album komen de volgende vliegtuigen voor:
- Lockheed L-1049G Super "G" Constellation (TWA), plaat BD.1A  vak A
- Grumman F11F-1 Tiger
- Fairchild F.27 Friendship, op de grond, op luchthaven van Puerto Rico (voor de verkeerstoren), plaat B.D.8B., vak C3
- Grumman S2F Tracker, plaat B.D.9A vak A1
- McDonnell Douglas DC-8, plaat B.D.11A vak B1
- Lockheed P2V-7 (op de grond), plaat B.D.11B dozen C2 en D1
- MiG-19 op patrouille met de Dominicaanse straaljager
- Boeing KC-135 Stratotanker, plaat B.D.23, vakken C1 en D3
- Trekker Royal Gull: burgerlijk grand touring amfibievoertuig, gekocht door Buck Danny voor eigen rekening
- Short S.25 Sunderland burger, van de Aeronaves del Guatemala